# Баром Каг'ю
Школа Баром Каг'ю (тиб.: 'ba' rom bka' brgyud; також скорочено: Bagyü) — одна з чотирьох великих шкіл традиції школи Каг'ю тибетського буддизму. Школу Баром Каг'ю заснував Баромпа Дарма Вангчуг (тиб.: 'ba rom pa dar ma dbang phyug; 1127—1199/1200)), один із чотирьох найважливіших учнів Гампопи в 12 столітті. Учні та вчителі, які послідували за ним, створили високопрактикоорієнтовану школу в регіоні Кхам у Тибеті в 12-му та 13-му століттях. Основною передачею цієї традиції є вчення Махамудри. Починаючи з 17 століття, цю лінію тримали лами Багьод. Нинішнім носієм лінії цієї традиції є 8-й Багьод Рінпоче.